# Bosquerola vermella
La bosquerola vermella (Cardellina rubra) és una espècie d'ocell de la família dels parúlids (Parulidae).

## Descripció
- És un petit moixó de 12.5–13.5 cm de llarg, amb un pes de 7,6 - 8,7 g. Potes de color carn i bec del mateix color, amb la punta negra.
- L'adult té un color general vermell, amb un pegat a cada costat del cap de color blanc o gris fosc, depenent de la subespècie. Ales i cua lleugerament més fosc.
- El jove és el color marró-rosat amb una taca blanquinosa auricular. Ales i cua més fosc.

## Hàbitat i distribució
Habita boscos de pins i mixts de les muntanyes de Mèxic.

## Subespècies
S'han descrit tres subespècies: 

- C. r. melanauris (Moore RT, 1937). A Chihuahua, Durango i Nayarit.
- C. r. rowleyi (Orr et Webster JD, 1968). Sud de Guerrero i de l'estat d'Oaxaca.
- C. r. rubra (Swainson, 1827). Des de Jalisco cap a l'est fins Hidalgo, est de Puebla i centre de Veracruz.